# Diócesis de Arundel y Brighton
La diócesis de Arundel y Brighton (en latín: Dioecesis Arundelliensis-Brichtelmestunensis y en inglés: Roman Catholic Diocese of Arundel and Brighton) es una circunscripción eclesiástica de la Iglesia católica en el Reino Unido. Se trata de una diócesis latina, sufragánea de la arquidiócesis de Southwark. Desde el 21 de marzo de 2015 su obispo es Charles Phillip Richard Moth.

## Territorio y organización
La diócesis tiene 4998 km² y extiende su jurisdicción sobre los fieles católicos de rito latino residentes en Inglaterra en los condados de Sussex Occidental, Sussex Oriental, parte del de Surrey (excepto los boroughs del Gran Londres y el distrito de Spelthorne) y la autoridad unitaria de Brighton & Hove.
La sede de la diócesis se encuentra en la ciudad de Hove, mientras que en Arundel es donde se halla la Catedral de Nuestra Señora y San Felipe Howard.
En 2022 en la diócesis existían 96 parroquias agrupadas en 13 decanatos.

## Historia
La diócesis fue erigida el 28 de mayo de 1965 mediante la bula Romanorum Pontificum del papa Pablo VI, obteniendo el territorio de la diócesis de Southwark, al mismo tiempo erigida como arquidiócesis metropolitana.
En 1967 el papa Pablo VI instituyó el capítulo de canónigos de la catedral.

## Estadísticas
Según el Anuario Pontificio 2023 la diócesis tenía a fines de 2022 un total de 181 800 fieles bautizados.
| Año                                                                             | Población            | Población | Población      | Sacerdotes | Sacerdotes    | Sacerdotes    | Bautizados por sacerdote | Diáconos permanentes | Religiosos | Religiosos | Parroquias |
| Año                                                                             | Bautizados católicos | Total     | % de católicos | Total      | Clero secular | Clero regular | Bautizados por sacerdote | Diáconos permanentes | Varones    | Mujeres    | Parroquias |
| ------------------------------------------------------------------------------- | -------------------- | --------- | -------------- | ---------- | ------------- | ------------- | ------------------------ | -------------------- | ---------- | ---------- | ---------- |
| 1969                                                                            | 141 000              | 2 000     | 7.0            | 366        | 208           | 158           | 385                      |                      | 158        | 1167       | 114        |
| 1980                                                                            | 151 380              | 2 000     | 7.6            | 345        | 215           | 130           | 438                      | 3                    | 170        | 1218       | 114        |
| 1990                                                                            | 152 000              | 2 100 000 | 7.2            | 279        | 198           | 81            | 544                      | 10                   | 113        | 831        | 115        |
| 1999                                                                            | 162 590              | 3 016 000 | 5.4            | 246        | 185           | 61            | 660                      | 12                   | 94         | 578        | 114        |
| 2000                                                                            | 162 820              | 3 020 000 | 5.4            | 256        | 182           | 74            | 636                      | 13                   | 82         | 574        | 114        |
| 2001                                                                            | 171 209              | 3 030 000 | 5.7            | 245        | 177           | 68            | 698                      | 13                   | 88         | 555        | 114        |
| 2002                                                                            | 153 639              | 3 030 000 | 5.1            | 238        | 172           | 66            | 645                      |                      | 87         | 534        | 116        |
| 2003                                                                            | 153 639              | 3 000     | 5.1            | 230        | 170           | 60            | 667                      | 22                   | 92         | 524        | 116        |
| 2004                                                                            | 146 672              | 3 000     | 4.9            | 233        | 171           | 62            | 629                      | 20                   | 78         | 511        | 116        |
| 2006                                                                            | 111 500              | 3 014 000 | 3.7            | 234        | 170           | 64            | 476                      | 26                   | 92         | 429        | 115        |
| 2012                                                                            | 196 700              | 3 200 000 | 6.1            | 197        | 134           | 63            | 998                      | 46                   | 87         | 404        | 94         |
| 2015                                                                            | 176 100              | 3 275 000 | 5.4            | 222        | 124           | 98            | 793                      | 44                   | 129        | 348        | 91         |
| 2018                                                                            | 178 075              | 3 310 715 | 5.4            | 188        | 115           | 73            | 947                      | 50                   | 104        | 323        | 91         |
| 2020                                                                            | 179 800              | 3 342 140 | 5.4            | 183        | 113           | 70            | 982                      | 49                   | 107        | 299        | 91         |
| 2022                                                                            | 181 800              | 3 373 000 | 5.4            | 181        | 117           | 64            | 1004                     | 50                   | 103        | 203        | 96         |
| Fuente: Catholic-Hierarchy, que a su vez toma los datos del Anuario Pontificio. |                      |           |                |            |               |               |                          |                      |            |            |            |

## Episcopologio
- David John Cashman † (14 de junio de 1965-14 de marzo de 1971 falleció)
- Michael George Bowen † (14 de marzo de 1971 por sucesión-28 de marzo de 1977 nombrado arzobispo de Southwark)
- Cormac Murphy-O'Connor † (17 de noviembre de 1977-15 de febrero de 2000 nombrado arzobispo de Westminster)
- Kieran Thomas Conry (8 de mayo de 2001-4 de octubre de 2014 renunció)[nota 1]
- Charles Phillip Richard Moth, desde el 21 de marzo de 2015